# Datarock
Datarock ist eine Electro-Rock-Band aus Norwegen.

## Geschichte
Frederik Saroea, Ketil Mosnes und Kevin O’Brien gründeten Datarock im Jahr 2000. Die Idee sich zu einer Band zusammenzuschließen hatten die Musiker während eines Festivals im norwegischen Bergen. Bald darauf kam Tom Mæland hinzu, und O’Brien verließ die Band. Später stieg auch Mæland wieder aus. 2002 nahmen die beiden verbleibenden Multiinstrumentalisten Saroea und Mosnes einige Stücke auf, brannten sie auf 400 handbemalte 3inch-CDs und vertrieben diese in zehn verschiedenen Ländern.
Es folgten drei EPs und 2005 das Debütalbum Datarock Datarock auf dem bandeigenen Plattenlabel Young Aspiring Professionals. In folgenden Jahren haben Datarock mehrere Konzerte weltweit gespielt, darunter vor über 15.000 Zuschauern beim The Good Vibrations Festival in Sydney und vor über 10.000 beim The Meredith Music Festival in der Nähe von Melbourne. 2007 trat die Band beim Hurricane Festival und 2008 beim Coachella Musikfestival in Kalifornien auf. Die Single Computer Camp Love wurde im Jahr 2005 auf Platz 12 der Jahreshörercharts des australischen Jugendsenders Triple J gewählt. Derselbe Titel erreichte 2007 Platz 88 in der Liste der besten 100 Songs des amerikanischen Rolling Stone.

## Stil
Datarock vereinen in ihrem Sound funkige Gitarrenmelodien mit Elementen von elektronischer Musik, Disco und Punkrock. Insofern werden sie von der britischen Musikpresse  mit dem, durch NME etablierten Begriff, New Rave assoziiert und mit anderen Bands dieses Genres wie z. B. Klaxons oder Shitdisco verglichen.
Datarock beschreiben ihre Musik als „Mischung von musikalischen Stilen, die (sie) selbst mögen“ und weisen diesbezüglich eine ausgeprägte Affinität zu der Unterhaltungskultur und den Protagonisten aus den späten Siebziger und frühen Achtziger auf. Der Zeit also, die laut Saroea „Höhepunkt der kulturellen Evolution“ war. Ihre stilistischen Inspirationen findet das Duo im Elektropop und Post-Punk.
Zu ihren wichtigsten künstlerischen Vorbildern zählen Datarock Devo, Talking Heads und Happy Mondays. Die New Wave–Band Devo, die von Datarock als ihre „biological parents“ bezeichnet werden, hat einen erkennbar starken Einfluss sowohl auf die Musik als auch auf die Vorliebe der Künstler für kostümierte Bühnen-Spektakel. Gekleidet in rote Trainingsanzüge und unterstützt von einem stetig wechselnden semiprofessionellen Männerchor im gleichen Look bieten Datarock bei ihren Livekonzerten eine große Show „mit hohem Wiedererkennungswert“.

## Diskografie

### Alben
- 2005: Datarock Datarock (Young Aspiring Professionals)
- 2007: Datarock Datarock (Nettwerk)
- 2009: Red (Nettwerk)
- 2018: Face The Brutality (YAP Records)

### EPs
- 2002: Demo/Greatest Hits (Kaptein Kaliber Records)
- 2007: See What I Care (Young Aspiring Professionals)

### Singles
- 2005: Computer Camp Love (Young Aspiring Professionals)
- 2007: Fa Fa Fa (Nettwerk)
- 2008: Princess (Nettwerk)
- 2009: Give It Up (Nettwerk)